# Calomyrmex
Calomyrmex é um gênero de insetos, pertencente a família Formicidae.

## Espécies
- Calomyrmex albertisi (Emery, 1887)
- Calomyrmex albopilosus (Mayr, 1876)
- Calomyrmex glauerti Clark, 1930
- Calomyrmex impavidus (Forel, 1893)
- Calomyrmex laevissimus (Smith, 1859)
- Calomyrmex purpureus (Mayr, 1876)
- Calomyrmex similis (Mayr, 1876)
- Calomyrmex splendidus (Mayr, 1876)
- Calomyrmex tropicus (Smith, 1861)